# Bonapartismo

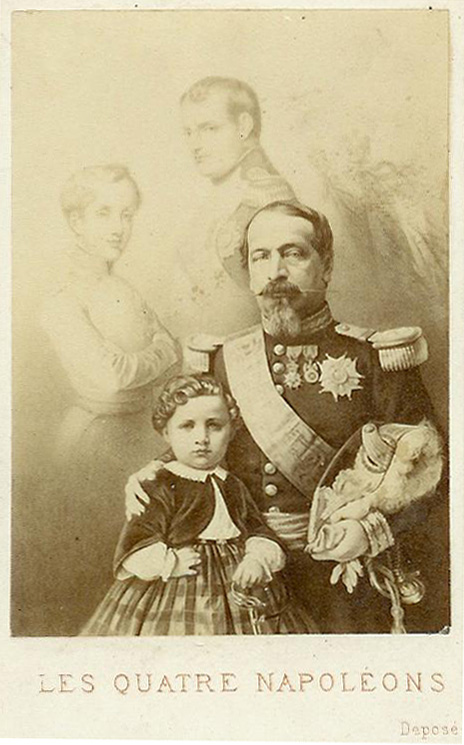
Desenho representando Napoleão Bonaparte, o príncipe Francisco Carlos José Bonaparte (dito Napoleão II), Napoleão III e o príncipe Napoleão Eugênio.

O bonapartismo é uma ideologia política e um culto à personalidade de origem francesa, inspirada na maneira pela qual Napoleão Bonaparte e seu sobrinho, Napoleão III, governaram. Em nossos dias, o termo é frequentemente usado para definir um tipo de governo em que o Poder Legislativo perde força, em proveito do Executivo. No modelo bonapartista, o governante pretende ser um ditador, mas busca construir uma imagem carismática de representante popular.
Esse tipo de sistema se instala quando nenhuma classe ou grupo social tem poder suficiente para ser hegemônico, deixando a um líder suficientemente habilidoso o poder de mediar as diversas forças sociais.
Além de Napoleão III, o governo de Bismarck, na Alemanha, é outro exemplo histórico de bonapartismo. Ambos eram sucedâneos de monarcas absolutistas que, alçados ao poder por meio de revoluções burguesas, criaram formas de governo despóticas ou autoritárias em lugar de instituições burguesas liberais.

## Origem
Originalmente, o bonapartismo combinava elementos do despotismo ilustrado e do pensamento iluminista de Rousseau. 
A partir de 1815, o bonapartismo teve como seus principais seguidores os que nunca aceitaram a derrota em Waterloo, nem o Congresso de Viena. Napoleão morreu no exílio na ilha de Santa Helena (território), em 1821. 
Mais tarde, em 1851, o bonapartismo incorporou também reivindicações sociais impostas pelo desenvolvimento industrial.
Na história política francesa, os bonapartistas eram monarquistas que desejavam um Império Francês sob a égide da Casa de Bonaparte, a família corsa de Napoleão Bonaparte (Napoleão I da França) e seu sobrinho Luís Napoleão (Napoleão III da França). Particularmente depois da morte do filho de Napoleão, o Duque de Reichstadt (conhecido pelos bonapartistas como Napoleão II), os bonapartistas se voltaram para outros membros da família.
As revoluções de 1848 deram esperança a este grupo. O bonapartismo foi essencial na eleição de Luís Napoleão Bonaparte, sobrinho de Napoleão, como Presidente da Segunda República, e lhe deu o apoio político necessário para, em 1852, descartar a constituição e proclamar o Segundo Império. 
Em 1870, Napoleão III levou a França a uma derrota desastrosa diante da Prússia na Guerra Franco-Prussiana; na seqüência, abdicou. Depois, os bonapartistas continuaram a agitar para que outro membro da família fosse colocado no trono, competindo, a partir de 1871 em diante, com outros grupos monarquistas: os orleanistas, que favoreciam a restauração da Casa de Orleans, à qual pertencera Luís Filipe, rei da França de 1830 a 1848 — e os legitimistas, que pretendiam a restauração da Casa de Bourbon, a família real francesa tradicional.
A força dessas três facções monarquistas era muito provavelmente maior que a dos republicanos, na época, mas como as três provaram ser irreconciliáveis na escolha de quem deveria ser o novo monarca francês, o fervor monarquista afinal arrefeceu e a República francesa tornou-se uma característica mais ou menos permanente na vida francesa. O bonapartismo lentamente foi relegado a ser a fé cívica de uns poucos românticos, mais um diletantismo do que uma filosofia política prática. O golpe de morte para o bonapartismo provavelmente foi dado quando Eugênio Bonaparte, o único filho de Napoleão III, foi morto em acção enquanto servia como oficial do Exército Britânico na Zululândia, em 1879. A partir daí, o bonapartismo deixou de ser uma força política significativa. Atualmente não há movimento político sério que pretenda recolocar algum dos descendentes de Napoleão no trono imperial de França.
| Requerente                                                                              | Retrato                                                                 | Nascimento                                                                                             | Casamentos                                                                                          | Morte                                                |
| --------------------------------------------------------------------------------------- | ----------------------------------------------------------------------- | --- | --------------------------------------------------------------------------------------------------- | ---------------------------------------------------- |
| Napoleão I 1814–1815                                                                    |                                                                         | 15 de agosto de 1769, Ajaccio filho de Carlo Bonaparte e Letizia Ramolino                              | Josefina de Beauharnais 9 de março de 1796 Sem crianças                                             | 5 de maio de 1821 Longwood, Santa Helena aos 51 anos |
| Napoleão I 1814–1815                                                                    | Marie Louise, Duquesa de Parma 11 de março de 1810 1 criança            | 15 de agosto de 1769, Ajaccio filho de Carlo Bonaparte e Letizia Ramolino                              | | 5 de maio de 1821 Longwood, Santa Helena aos 51 anos |
| Napoleão II 1815–1832                                                                   |                                                                         | 20 de março de 1811, Paris filho de Napoleão I e Marie Louise, Duquesa de Parma                        | Nunca se casou                                                                                      | 22 de julho de 1832 Viena aos 21 anos                |
| José Bonaparte (José I) 1832–1844                                                       |                                                                         | 7 de janeiro de 1768, Corte filho de Carlo Bonaparte e Letizia Ramolino                                | Júlia Clary 1 de agosto de 1794 2 crianças                                                          | 28 de julho de 1844 Florencia aos 76 anos            |
| Luís Bonaparte (Luís I) 1844–1846                                                       |                                                                         | 2 de setembro de 1778, Ajaccio filho de Carlo Bonaparte e Letizia Ramolino                             | Hortênsia de Beauharnais 4 de janeiro de 1802 3 crianças                                            | 25 de julho de 1846 Livorno aos 67 anos              |
| Napoleão III 1846–1873 Presidente da França (1848–1852) Imperador da França (1852–1870) |                                                                         | 20 de abril de 1808, Paris filho de Luís Bonaparte e Hortênsia de Beauharnais                          | Eugênia de Montijo 30 de janeiro de 1853 1 criança                                                  | 9 de janeiro de 1873 Chislehurst aos 64 anos         |
| Napoleão, Principe Imperial (Napoleão IV Eugène) 1873–1879                              |                                                                         | 16 de março de 1856, Paris filho de Napoleão III e Eugênia de Montijo                                  | Nunca se casou                                                                                      | 1 de junho de 1879 Reino Zulu aos 23 anos            |
| Napoleão José Bonaparte (Napoleão V) 1879–1891 (contestado)                             |                                                                         | 9 de setembro de 1822, Trieste filho de Jerónimo Bonaparte e Catarina de Württemberg                   | Maria Clotilde de Saboia 30 de janeiro de 1859 3 crianças                                           | 17 de março de 1891 Roma aos 68 anos                 |
| Vítor Bonaparte (Napoleão V) 1879–1926 (contestado)                                     |                                                                         | 18 de julho de 1862, Palais-Royal filho de Napoleão José Bonaparte e Maria Clotilde de Saboia          | Clementina da Bélgica 10/14 de novembro de 1910 2 crianças                                          | 3 de maio de 1926 Bruxelas aos 63 anos               |
| Luís, príncipe Napoleão (Napoleão VI) 1891–1932 (contestado)                            |                                                                         | 16 de julho de 1864, Meudon filho de Napoleão José Bonaparte e Maria Clotilde de Saboia                | Nunca se casou                                                                                      | 14 de outubro de 1932 Prangins aos 68 anos           |
| Luís, príncipe Napoleão (Napoleão VI) 1926–1997 (contestado até 1932)                   |                                                                         | 23 de janeiro de 1914, Bruxelas filho de Vítor Bonaparte e Maria Clotilde de Saboia                    | Alix, princesa Napoleão 16 de agosto de 1949 4 crianças                                             | 3 de maio de 1997 Prangins aos 83 anos               |
| Carlos Napoleão (Napoleão VII) 1997–presente (contestado)                               |                                                                         | 19 de outubro de 1950, Boulogne-Billancourt filho de Luís, príncipe Napoleão e Alix, princesa Napoleão | Princesa Béatrice de Bourbon 19 de dezembro de 1978 2 crianças                                      | Vivo                                                 |
| Carlos Napoleão (Napoleão VII) 1997–presente (contestado)                               | Jeanne-Françoise Valliccioni 28 de setembro de 1996 1 criança (adotada) | 19 de outubro de 1950, Boulogne-Billancourt filho de Luís, príncipe Napoleão e Alix, princesa Napoleão | | Vivo                                                 |
| Jean-Christophe Napoleão 1997–presente (Contestado)                                     |                                                                         | 11 de julho de 1986, Saint-Raphaël filho de Carlos Napoleão e Béatrice de Bourbon                      | Olympia von Arco-Zinneberg 17 de outubro de 2019 (civil) 19 de outubro de 2019 (católico) 1 criança | Vivo                                                 |